# Зозуляк Василь Васильович
Зозуляк Василь Васильович (19 вересня 1909, Чертижне, Пряшівщина, тепер Словаччина — 15 травня 1994, Брно, Чехія) — український письменник у Чехословаччині.

## Біографія
Член КПЧ з 1935 року. Закінчив Мукачівську семінарію (1937), працював учителем. Під час 2-ї світової війни брав участь у партизанському русі на Закарпатті.

## Творчість
Перші книги написані російською мовою. У драматичних і прозових творах відобразив боротьбу трудящих Пряшівщини та Закарпаття за соціальне й нац. визволення, будівництво нового життя в Чехосло-ваччині.

## Твори
- Пьесы. Пряшев, 1953;
- Нескорені, т. 1 — 3. Пряшів, 1962 — 74;
- Вибране. Пряшів, 1974,
- Незламні крила. Пряшів, 1977.

## Виноски
1. ↑  Українська радянська енциклопедія — Київ: Головна редакція УРЕ, 1959.
2. 1 2  Енциклопедія сучасної України — Інститут енциклопедичних досліджень НАН України, 2001. — ISBN 966-02-2075-8